# 克里斯托夫 (石勒苏益格-荷尔斯泰因)
什勒斯維希-霍爾斯坦公爵克里斯托弗（丹麥語：Christoph, hertug af Slesvig-Holsten-Sønderborg-Glücksborg；1949年8月22日—2023年9月27日），是前任什勒斯維希-霍爾斯坦-宗德堡-格呂克斯堡王朝與整個奥尔登堡王朝的王室首領。